# Denkmäler der Volksrepublik China (Guangdong)
Die folgende Tabelle bietet eine Übersicht zu sämtlichen Denkmälern der Provinz Guangdong (Abk. Yue), die auf der Denkmalliste der Volksrepublik China stehen:
| Name | Beschluss | Kreis/Ort            | siehe (auch)                                                                                              | Bild |
| --- | --------- | -------------------- | --- | ---- |
| Sanyuanli pingyingtuan yizhi 三元里平英团遗址                                                                  | 1-1       | Guangzhou shi 广州市 | Stätte des ‚Briten-Bezwinger‘-Korps in Sanyuanli (Kanton)                                                 |      |
| Huanghuagang qishi'er lieshi mu 黄花岗七十二烈士墓                                                             | 1-6       | Guangzhou shi 广州市 | Grab der zweiundsiebzig revolutionären Märtyrer in Huanghuagang († 1911) (Guangzhou)                      |      |
| Guangzhou nongmin yundong jiangxisuo jiuzhi 广州农民运动讲习所旧址                                             | 1-12      | Guangzhou shi 广州市 | Stätte des Nationalen Instituts der Bauernbewegung (1926) in Guangzhou (Guangzhou)                        |      |
| Haifeng honggong 海丰红宫, Hongchang jiuzhi 红场旧址                                                           | 1-15      | Haifeng xian 海丰县  | Roter Palast und Roter Platz in Haifeng (1927–28)                                                         |      |
| Guangzhou gongshe jiuzhi 广州公社旧址                                                                          | 1-16      | Guangzhou shi 广州市 | Stätte der Kantoner Kommune (Kantoner Aufstand (1927)) (Guangzhou)                                        |      |
| Guangxiao si 光孝寺                                                                                            | 1-83      | Guangzhou shi 广州市 | Guangxiao-Tempel (Fünf Dynastien bis Ming-Zeit) (Guangzhou)                                               |      |
| Lin Zexu xiaoyanchi yu Humen paotai jiuzhi 林则徐销烟池与虎门炮台旧址                                          | 2-1       | Dongguan shi 东莞市  | Stätten von Lin Zexus Wasserbecken zur Opiumzerstörung und Humen-Batterien (Erster Opiumkrieg) (Dongguan) |      |
| Hong Xiuquan guju 洪秀全故居                                                                                   | 3-1       | Guangzhou shi 广州市 | Ehemalige Residenz von Hong Xiuquan (Guangzhou)                                                           |      |
| Sun Zhongshan guju 孙中山故居                                                                                  | 3-11      | Zhongshan shi 中山市 | Ehemaliger Wohnsitz von Sun Yat-sen (Zhongshan)                                                           |      |
| Minguodang "yida" jiuzhi 国民党“一大”旧址                                                                      | 3-20      | Guangzhou shi 广州市 | Stätte des Ersten Nationalkongresses der Chinesischen Nationalpartei (1924) (Guangzhou)                   |      |
| Huangpu junxiao jiuzhi 黄埔军校旧址                                                                            | 3-21      | Guangzhou shi 广州市 | Alte Whampoa-Militärakademie (Guangzhou)                                                                  |      |
| Zhonghua quanguo zonggonghui jiuzhi 中华全国总工会旧址                                                         | 3-22      | Guangzhou shi 广州市 | Ehemaliger Sitz des Allchinesischen Gewerkschaftsbundes (Guangzhou)                                       |      |
| Guangji qiao 广济桥                                                                                            | 3-69      | Chaozhou shi 潮州市  | Guangji-Brücke (Chaozhou)                                                                                 |      |
| Chen jia citang 陈家祠堂                                                                                       | 3-85      | Guangzhou shi 广州市 | Ahnentempel der Familie Chen                                                                              |      |
| Yunlong si ta 云龙寺塔                                                                                         | 3-138     | Renhua xian 仁化县   | Pagode des Yunlong-Tempels (Kreis Renhua)                                                                 |      |
| Sanying ta 三影塔                                                                                              | 3-144     | Nanxiong shi 南雄市  | Sanying-Pagode (Nanxiong)                                                                                 |      |
| Qindai zaochuan yizhi, Nanyueguo gong shu yizhi ji Nanyue Wen wang mu 秦代造船遗址、南越国宫署遗址及南越文王墓 | 4-35      | Guangzhou shi 广州市 | Zhao Mo, Museum des Mausoleums des Königs von Nanyue aus der Zeit der Westlichen Han-Dynastie             |      |
| Huaishengsi guangta 怀圣寺光塔                                                                                 | 4-85      | Guangzhou shi 广州市 | Huaisheng-Moschee und Minarett (Guangzhou)                                                                |      |
| Mei'an 梅庵 | 4-109     | Zhaoqing shi 肇庆市  | Mei’an-Tempel (Zhaoqing)                                                                                  |      |
| Deqing xuegong 德庆学宫                                                                                        | 4-124     | Deqing xian 德庆县   | Alte Akademie von Deqing (Kreis Deqing)                                                                   |      |
| Xu fuma fu 许驸马府                                                                                            | 4-151     | Chaozhou shi 潮州市  | Herrschaftliche Wohnresidenz des kaiserlichen Schwiegersohns Xu (Chaozhou)                                |      |
| Foshan zumiao 佛山祖庙                                                                                         | 4-152     | Foshan shi 佛山市    | Ahnentempel von Foshan (Foshan)                                                                           |      |
| Mantang wei 满堂围                                                                                             | 4-180     | Shixing xian 始兴县  | Umfriedetes Hakka-Dorf Mantang (Kreis Shixing)                                                            |      |
| Leizu ci 雷祖祠                                                                                                | 4-181     | Leizhou shi 雷州市   | Leizu-Tempel (Chen Wenyu) (Leizhou)                                                                       |      |
| Guangzhou Shamian jianzhu qun 广州沙面建筑群                                                                   | 4-209     | Guangzhou shi 广州市 | Architektur der Shamian-Insel in Kanton                                                                   |      |
| Kang Youwei guju 康有为故居                                                                                    | 4-210     | Foshan shi 佛山市    | Ehemaliger Wohnsitz von Kang Youwei (Foshan)                                                              |      |
| Liang Qichao guju 梁启超故居                                                                                   | 4-211     | Guangzhou shi 广州市 | Ehemaliger Wohnsitz von Liang Qichao (Guangzhou)                                                          |      |
| Guangzhou Shengxin dajiao tang 广州圣心大教堂                                                                  | 4-215     | Guangzhou shi 广州市 | Herz-Jesu-Kathedrale (Guangzhou)                                                                          |      |
| Naozhou dengta 硇州灯塔                                                                                        | 4-218     | Zhanjiang shi 湛江市 | Leuchtturm der Naozhou-Insel (Zhanjiang)                                                                  |      |
| Guangzhou dayuanshuai fu jiuzhi 广州大元帅府旧址                                                               | 4-232     | Guangzhou shi 广州市 | Ehemaliger Sitz des Generalissimus der Militärregierung in Guangzhou (Sun Yat-sen)                        |      |
| Shixia yizhi 石峡遗址                                                                                          | 5-95      | Shaoguan shi 韶关市  | Shixia-Stätte (Neolithikum) (Shaoguan)                                                                    |      |
| Lianhua Shan gu caishichang 莲花山古采石场                                                                     | 5-96      | Guangzhou shi 广州市 | Alter Steinbruch im Lianhua Shan (Guangzhou)                                                              |      |
| Bijia shan Chaozhou yao yizhi 笔架山潮州窑遗址                                                                 | 5-97      | Chaozhou shi 潮州市  | Chaozhou-Brennofenstätte im Bijia Shan (Song-Dynastie) (Chaozhou)                                         |      |
| Dongguan Keyuan 东莞可园                                                                                       | 5-369     | Dongguan shi 东莞市  | Keyuan (Garten) in Dongguan                                                                               |      |
| Nanhua si 南华寺                                                                                               | 5-370     | Shaoguan shi 韶关市  | Nanhua-Tempel (Shaoguan)                                                                                  |      |
| Donghuali gu jianzhu qun 东华里古建筑群                                                                        | 5-371     | Foshan shi 佛山市    | Alte Gebäude von Donghuali (Foshan)                                                                       |      |
| Yuanshan si 元山寺                                                                                             | 5-372     | Lufeng shi 陆丰市    | Yuanshan-Tempel (Lufeng) (Südliche Song-Dynastie)                                                         |      |
| Dapeng suocheng 大鹏所城                                                                                       | 5-373     | Shenzhen shi 深圳市  | Dapeng-Fort (Shenzhen)                                                                                    |      |
| Yuecheng Longmu zu miao 悦城龙母祖庙                                                                           | 5-374     | Deqing xian 德庆县   | Tempel der Drachenmutter in Yuecheng (Deqing)                                                             |      |
| Zhaoqing gu chengqiang 肇庆古城墙                                                                              | 5-375     | Zhaoqing shi 肇庆市  | Alte Stadtmauer von Zhaoqing (Song-Dynastie)                                                              |      |
| Chaozhou Kaiyuan si 潮州开元寺                                                                                 | 5-376     | Chaozhou shi 潮州市  | Kaiyuan-Tempel in Chaozhou                                                                                |      |
| Jilüe Huanggong ci 己略黄公祠                                                                                  | 5-377     | Chaozhou shi 潮州市  | Jilüe-Huang-Gong-Ahnentempel (Chaozhou)                                                                   |      |
| Qixing yan moya shike 七星岩摩崖石刻                                                                           | 5-461     | Zhaoqing shi 肇庆市  | Steininschriften in den Sieben-Stern-Felsen (Zhaoqing)                                                    |      |
| Zhongshan jiniantang 中山纪念堂                                                                                | 5-500     | Guangzhou shi 广州市 | Sun-Yat-sen-Gedächtnishalle (Guangzhou)                                                                   |      |
| Yuyin shanfang 余荫山房                                                                                        | 5-501     | Guangzhou shi 广州市 | Yuyin-Garten (in Nancun, Panyu)                                                                           |      |
| Kaiping diaolou 开平碉楼                                                                                       | 5-502     | Kaiping shi 开平市   | Diaolou in Kaiping                                                                                        |      |
| Ye Jianying guju 叶剑英故居                                                                                    | 5-503     | Mei xian 梅县        | Geburtshaus von Ye Jianying (Stadtbezirk Meixian)                                                         |      |
| Nanfeng guzao 南风古灶                                                                                         | 5-516     | Foshan shi 佛山市    | Alter Nanfeng-Brennofen (Keramikbrennofen aus der Zeit der Ming-Dynastie in Shiwan 石湾) (Foshan)         |      |
| Baojingwan yizhi 宝镜湾遗址                                                                                    | 6-168     | Zhuhai shi 珠海市    | Baojingwan-Stätte (Zhuhai)                                                                                |      |
| Nan Han er ling 南汉二陵                                                                                       | 6-271     | Guangzhou shi 广州市 | Zwei Gräber aus der Zeit des Südlichen Han-Reiches (Guangzhou)                                            |      |
| Huiguang ta 慧光塔                                                                                             | 6-679     | Lianzhou shi 连州市  | Huiguang-Pagode (Lianzhou)                                                                                |      |
| Guifeng ta 龟峰塔                                                                                              | 6-680     | Heyuan shi 河源市    | Guifeng-Pagode (Heyuan)                                                                                   |      |
| Liurong si ta 六榕寺塔                                                                                         | 6-681     | Guangzhou shi 广州市 | Pagode des Tempels der Sechs Banyanbäume (Liurong-Tempel) (Guangzhou)                                     |      |
| Guangyu ci 广裕祠                                                                                              | 6-682     | Conghua shi 从化市   | Guangyu-Ahnentempel (Conghua)                                                                             |      |
| Nanshecun he Tangweicun gu jianzhuqun 南社村和塘尾村古建筑群                                                   | 6-683     | Dongguan shi 东莞市  | Alte Gebäude der Dörfer Nanshecun und Tangweicun (Dongguan)                                               |      |
| Han wengong ci 韩文公祠                                                                                        | 6-684     | Chaozhou shi 潮州市  | Hanwengong-Ahnentempel (Han Yu) (Chaozhou)                                                                |      |
| Daoyunlou 道韵楼                                                                                               | 6-685     | Raoping xian 饶平县  | Daoyunlou (Tulou) (Kreis Raoping)                                                                         |      |
| Congxi gong ci 从熙公祠                                                                                        | 6-686     | Chao'an xian 潮安县  | Congxi-Ahnentempel (Kreis Chao’an) (Chen Xunian)                                                          |      |
| Chen Fang jiazhai 陈芳家宅                                                                                     | 6-687     | Zhuhai shi 珠海市    | Residenz der Familie von Chen Fang (Zhuhai)                                                               |      |
| Quejin ting bei 却金亭碑                                                                                       | 6-849     | Dongguan shi 东莞市  | Quejin-Ting-Steintafel (Dongguan)                                                                         |      |
| Yuehaiguan jiuzhi 粤海关旧址                                                                                   | 6-1015    | Guangzhou shi 广州市 | Altes Zollhaus von Kanton (Guangzhou)                                                                     |      |
| Ye Ting guju 叶挺故居                                                                                          | 6-1016    | Huizhou shi 惠州市   | Ehemaliger Wohnsitz von Ye Ting (Huizhou)                                                                 |      |
| Qiu Fengjia (guju) 丘逢甲(故居)                                                                                | 6-1017    | Jiaoling xian 蕉岭县 | Qiu Fengjia (ehemaliger Wohnsitz) (Kreis Jiaoling)                                                        |      |
| Shuangfengzhai 双峰寨                                                                                          | 6-1018    | Renhua xian 仁化县   | Shuangfengzhai (Kreis Renhua)                                                                             |      |
| Guangdong ziyiju jiuzhi 广东咨议局旧址                                                                         | 6-1019    | Guangzhou shi 广州市 | Stätte der Beratenden Provinzversammlung (Ziyiju) von Guangdong (Guangzhou)                               |      |
| Dalingshan kang-Ri genjudi jiuzhi 大岭山抗日根据地旧址                                                         | 6-1020    | Dongguan shi 东莞市  | Ehemalige Stätte des Dalingshan-Stützpunktgebiets im Antijapanischen Krieg (Dongguan)                     |      |